# Renault Sherpa 5

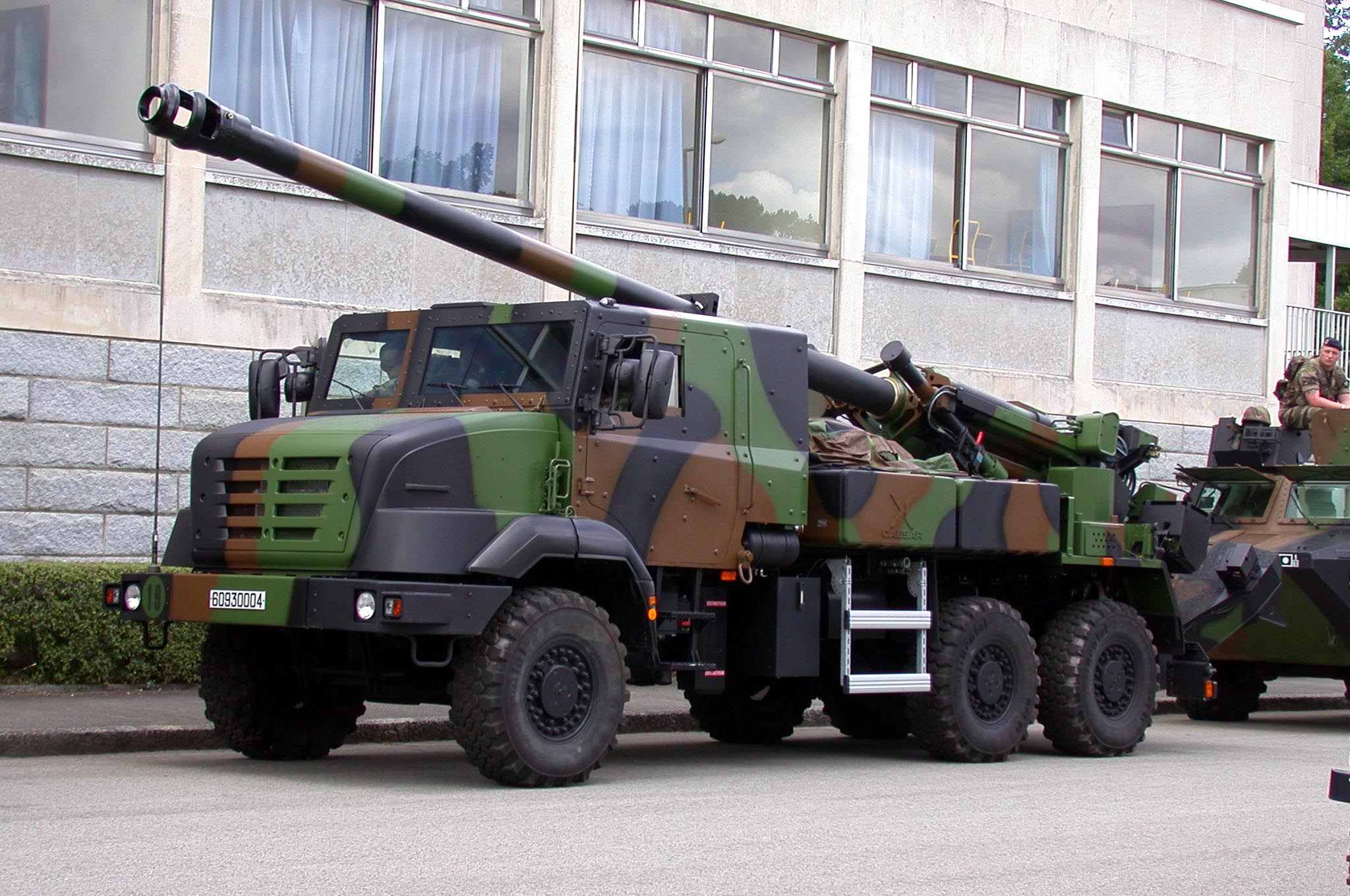
CAESAR на шасі Renault Sherpa 5

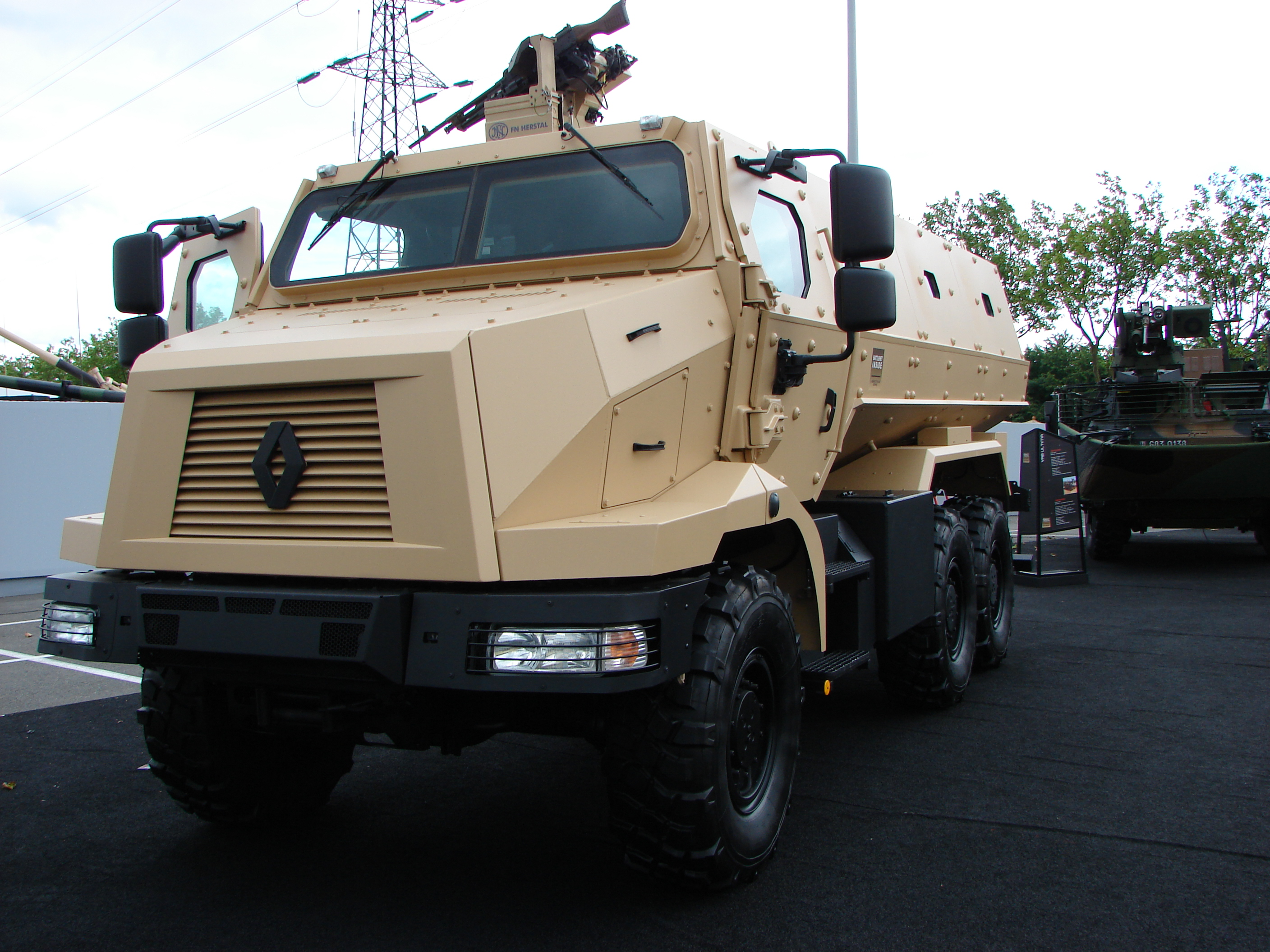
Renault Higuard

Renault Sherpa Medium — сімейство тактичних вантажівок з колісною формулою 6х6 та 4х4 французької компанії Renault Trucks Defense, що виготовляються з 2005 року. Ця модель була спеціально розроблена для задоволення військових потреб французької армії, вона була розроблена для транспортування особового складу, а також для перевезення великогабаритних вантажів, і перевезення артилерії, в деяких випадках як шасі для установки спеціальних установок армійського призначення.
Спочатку автомобіль комплектувався дизельним двигуном Renault DXi 7 потужністю 240 к.с., пізніше двигунами Renault MD-7 265-340 к.с.
На шасі Renault Sherpa 5 розроблено бронетранспортер з V-подібним днищем Renault Higuard.

## Двигуни
- 7.2 л Renault DXi 7 240 к.с.
- Renault MD-7 265-340 к.с.

## Модифікації
- Renault Sherpa 5 — 4х4 вантажопідйомністю 6,7 т
- Renault Sherpa 5 — 6х6 вантажопідйомністю 7,3 т
- Renault Sherpa 10 — 4х4 вантажопідйомністю 10,2 т
- Renault Sherpa 10 — 6х6 вантажопідйомністю 12 т
- Renault Higuard — бронеавтомобіль MRAP на базі Renault Sherpa 5 6х6.